# Seznam literárních překladů ze španělštiny
V následujícím seznamu jsou zahrnuty hlavně překlady z doby po roce 1945, s výjimkou některých velmi významných děl, která mají pouze
starší překlady. Cílem je poskytnout seznam překladů, které jsou aktuální; co se historie překladů ze španělštiny týče, je vyčerpávajícím způsobem zdokumentována
v monografii Miloslava Uličného Historia de las traducciones checas de literaturas de España e Hispanoamérica, Karolinum 2005.

## A
- Carlos Aguilera – Teorie o čínské duši, přeložil Petr Zavadil (Agite/Fra 2009)
- Isidora Aguirre – Papíráci, přeložila Anna Housková (Praha, Dilia 1976)
- Fernando Aínsa – Vzkříšení utopie, přeložil Petr Pšenička (Brno, Host 2007)
- Pedro Antonio de Alarcón – Třírohý klobouk, přeložil Zdeněk Šmíd (Praha, Vilém Šmidt, 1947, Praha, SNKLHU 1958)
- Leopoldo Alas (Clarín) – Doña Berta, přeložil Eduard Hodoušek (Praha, Československý spisovatel 1960)
- Leopoldo Alas (Clarín) – Regentka, přeložil Eduard Hodoušek (Praha, Olympia 2001)
- Rafael Alberti – Čiré jako voda, přeložil Lumír Čivrný, (Praha, SNKLHU 1957)
- Rafael Alberti – Rozkvetlý jetelíček, přeložil Lumír Čivrný (Praha, Dilia 1957)
- Rafael Alberti – Válečná noc v muzeu Prado, přeložil Lumír Čivrný (Praha, Dilia 1964)
- Ignacio Aldecoa – Budoucnost není tak černá, přeložil Alena Ondrušková (Praha, Odeon 1969)
- Ciro Alegría – Širý nepřátelský svět, přeložil Zdeněk Šmíd
- Ciro Alegría – Zlatý had, přeložil Jan Čep
- Mateo Alemán – Dobrodružný život Guzmána z Alfarache, přeložil Václav Cibula
- Pedro Almodóvar – Patty Diphusa. Venuše záchodků, přeložila Anežka Charvátová (Garamond 2004)
- Pedro Almodóvar – Vše o mé matce, přeložila Anežka Charvátová (Garamond 2005)
- Isabel Allende – Afrodita, přeložila Marie Jungmanová (Praha, Ikar 2004)
- Isabel Allende – Dcera štěstěny, přeložila Monika Baďurová (Praha, BB art 2003, 2004)
- Isabel Allende – Dům duchů, přeložila Hana Posseltová (Praha, Svoboda, 1990, 1994; BB art 2002)
- Isabel Allende – Eva Luna, Alena Jurionová (Praha, BB art 2006)
- Isabel Allende – Inés, má drahá, přeložila Monika Baďurová (Praha, BB art 2009)
- Isabel Allende – Království Zlatého draka, přeložila Monika Baďurová (Praha, BB art 2004)
- Isabel Allende – Les Pygmejů, přeložila Monika Baďurová (Praha, BB art 2005)
- Isabel Allende – Město netvorů, přeložily Dora Novotná a Jana Novotná (Praha, BB art 2003)
- Isabel Allende – Paula, přeložila Anežka Charvátová (Slovart 1998)
- Isabel Allende – Sépiový portrét, přeložila Monika Baďurová (Praha, BB art 2003, 2004)
- Isabel Allende – Zoro: legenda začíná, přeložila Monika Baďurová (Praha, BB art 2005)
- Dora Alonso – Údolí barevného ptáčka, přeložil Oldřich Kašpar (Praha, Albatros 1989)
- Sergio Álvarez – 35 mrtvých, přeložila Lada Hazaiová (Praha, Host 2013)
- Federico Andahazi – Anatom, přeložil Jan Mattuš (Brno, Jota 1999)
- Federico Andahazi – Bohabojné ženy, přeložil Jan Mattuš (Brno, Jota 2000)
- Federico Andahazi – Vlámské tajemství, přeložila Marie Jungmannová (Praha, Odeon 2003)
- Fernando Aramburu – Vlast, přeložil Vít Kazmar (Praha, Akropolis 2019)
- Reinaldo Arenas – Než se setmí, přeložila Anežka Charvátová (Praha, Český spisovatel 1994)
- Reinaldo Arenas – Vrátný, přeložila Anežka Charvátová (Praha, Garamond 2006)
- Juan José Arreola – Bájení, přeložil Eduard Hodoušek (Praha, Odeon 1974)
- Miguel Ángel Asturias – Hádání z vlastní ruky, přeložil Vlastimil Maršíček (Praha, Mladá fronta 1961)
- Miguel Ángel Asturias – Na vějíři vláha slunce (předkolumbovská poezie), přeložil Vlastimil Maršíček (Praha, Melantrich 1977)
- Miguel Ángel Asturias – Víkend v Guatemale, přeložil Zdeněk Hampl a další (Praha, Nakladatelství politické literatury 1962)
- Miguel Ángel Asturias – Kukuřiční lidé, přeložil Zdeněk Šmíd (Praha, Svoboda 1981)
- Miguel Ángel Asturias – Pan president, přeložil Zdeněk Šmíd (Praha, Svoboda 1971)
- Max Aub – Nebožtíci, přeložil Lumír Čivrný (Praha, Dilia 1969)
- Azorín – Pod španělským sluncem, přeložil Josef Forbelský (Praha, Odeon 1982)
- Mariano Azuela – Vojáci bídy, přeložil Václav Čep (Praha, Naše vojsko 1964)

## B
- Mario Benedetti – Chvíle oddechu, přeložil Kamil Uhlíř (Praha, Odeon 1967)
- Mario Benedetti – Díky za oheň, přeložila Libuše Prokopová (Praha, Odeon 1976)
- Mario Benedetti – Čtení z kávy, přeložil Jan Mattuš (Brno, Julius Zirkus 2000)
- Mario Benedetti – Psaní do schránky času, přeložili Jan Mattuš a Miloslav Uličný (verše) (Brno, Julius Zirkus 2005)
- Sabina Berman –  Žena, která se ponořila do srdce světa. 1. vyd. Brno: Jota, 2011. 229 S. Překlad: Simoneta Dembická
- Gustavo Adolfo Bécquer – Hora duchů, přeložil Vít Urban (Praha, Vyšehrad 1999)
- Gustavo Adolfo Bécquer – Sloky, přeložil Miloslav Uličný (Praha, Mladá fronta 1998)
- Gustavo Adolfo Bécquer – Ztichlá harfa, přeložil Miloslav Uličný (Praha, Odeon 1986)
- Adolfo Bioy Casares – Morelův vynález, přeložil František Vrhel
- Adolfo Bioy Casares – Plán úniku, přeložila Anežka Charvátová (Brno, Julius Zirkus 2002)
- Rufino Blanco-Fombona – Duše podniku, přeložila Hana Posseltová (originál El hombre de hierro) (Praha, Odeon 1977)
- Roberto Bolaño – 2666, přeložila Anežka Charvátová (Praha, Argo 2012)
- Roberto Bolaño – Chilské nokturno, přeložil Daniel Nemrava
- Roberto Bolaño – Divocí detektivové, přeložila Anežka Charvátová
- Roberto Bolaño – Třetí říše, přeložila Anežka Charvátová
- Roberto Bolaño – Nacistická literatura v Americe, přeložila Anežka Charvátová (Praha, Argo 2011)
- Roberto Bolaño – Vzdálená hvězda, přeložila Anežka Charvátová (Praha, Argo 2017)
- Roberto Bolaño – Amulet, přeložila Anežka Charvátová (Praha, Argo 2020)
- Jorge Luis Borges – Fantastická zoologie, přeložil František Vrhel (Praha, Odeon 1988; Praha, Hynek 1999)
- Jorge Luis Borges – Obecné dějiny hanebnosti, přeložil Vít Urban
- Jorge Luis Borges – Nesmrtelnost, přeložil Kamil Uhlíř
- Jorge Luis Borges – Zrcadlo a maska, přeložili Kamil Uhlíř, Josef Forbelský, František Vrhel
- Jorge Luis Borges – Ars poetica, přeložila Mariana Housková
- Jorge Luis Borges – Spisy I -  Fikce, Alef
- Jorge Luis Borges – Sebrané spisy II – Brodiova zpráva, Kniha z písku, Shakespearova paměť
- Jorge Luis Borges – Sebrané spisy III – Eseje – Další pátrání, Dějiny věčnosti, přeložili Vít Urban, František Vrhel, Martina Mašínová, Jan Hloušek, Mariana Machová (Praha, Argo 2011)

## C
- Eduardo Caballero Caderón – Indián to nemá lehké (Siervo sin tierra), přeložil Vít Urban (Praha, Odeon 1976)
- Lydia Cabrera – Černošské pohádky z Kuby, přeložil Zdeněk Lorenc (Praha, K.Marel 1945)
- Guillermo Cabrera Infante – Přelétavá nymfa, přeložil Petr Zavadil (Paseka 2010)
- Guillermo Cabrera Infante – Tři truchliví tygři: Nejsvobodomyslnější! Nejpodvratnější! Postmoderní! Kuba. 1. vyd. Praha: Fra, 2016. 544 S. Překlad: Anežka Charvátová
- Pedro Calderón de la Barca – Čarodějný mág, přeložil Miloslav Uličný (Praha, Národní divadlo 1995)
- Pedro Calderón de la Barca – Chuďas ať má za ušima, přeložili Vladimír Hvížďala a Jindřich Černý (Praha, Orbis 1957–8)
- Pedro Calderón de la Barca – Dcera vichřice, přeložil Vladimír Mikeš (Praha, Divadlo komedie, 1997)
- Pedro Calderón de la Barca – Zalamejský rychtář, přeložil Jaroslav Pokorný (Praha, Orbis 1959)
- Pedro Calderón de la Barca – Život je sen, přeložil Vladimír Mikeš (Praha, Divadlo E.F.Buriana, 1969, Praha, Odeon 1981)
- Ernesto Cardenal – Nultá hodina, přeložil Jan Hloušek (Praha, Odeon 1987)
- Alejo Carpentier – Království z tohoto světa, přeložil Eduard Hodoušek (Praha, SNKHLU, 1960)
- Alejo Carpentier – Náprava dle metody, přeložil Eduard Hodoušek (Praha, Odeon, 1977)
- Alejo Carpentier – Výbuch v katedrále – osvícené století, přeložil Eduard Hodoušek (Praha, Odeon 1985)
- Alejo Carpentier – Ztracené kroky, přeložil Eduard Hodoušek (Praha, Odeon, 1979)
- Camilo José Cela – Větrný mlýn (Rodina Pascuala Duarta. Nové příhody a nehody Lazarilla z Tormesu), přeložili Eduard Hodoušek, Josef Forbelský, Jarmila Kvapilová-Pilzová, Alena Ondrušková
- Javier Cercas – Vojáci od Salamíny, přeložila Blanka Stárková (Praha, Mladá fronta 2004)
- Miguel de Cervantes – Důmyslný rytíř Don Quijote de la Mancha, přeložil Zdeněk Šmíd (Praha, Vyšehrad 1952; Praha, SNKLHU 1955; Praha, Svoboda 1982)
- Miguel de Cervantes – Důmyslný rytíř Don Quijote de la Mancha, přeložil Václav Černý (1931; přepracované vydání 1945; přepracované vydání Praha, Odeon 1965 nebo 1966)
- Miguel de Cervantes – Příkladné novely, přeložil Oldřich Bělič (Praha, Odeon 1977)
- Juan Chabás – Dějiny španělské literatury, přeložil Lumír Čivrný (Praha, SNKLHU 1960)
- Francisco Coloane – Ohňová země, přeložila Jarka Stuchlíková (Praha, Mladá fronta 2003)
- Julio Cortázar – Změna osvětlení, přeložili Kamil Uhlíř, Bohumila Zímová, Hedvika Vydrová
- Julio Cortázar – Nebe, peklo, ráj, přeložil Vladimír Medek
- Julio Cortázar – Jistý Lukáš, přeložil Miloslav Uličný
- Julio Cortázar – Pronásledovatel, přeložil Kamil Uhlíř
- Julio Cortázar – Ten, kdo chodí kolem, přeložila Mariana Housková
- Julio Cortázar – Tolik milujeme Glendu, přeložily Hedvika Vydrová a Mariana Housková (Praha, Garamond 2010)
- Julio Cortázar – Konec hry, přeložila Mariana Housková (Brno, Julius Zirkus 2002)
- Julio Cortázar – Výherci, přeložila Blanka Stárková (Praha, Garamond 2007)
- Julio Cortázar – Příběhy o kronopech a fámech, přeložila Lada Hazaiová
- Julio Cortázar – Shledání, přeložil Jan Machej (Brno, B4U 2013)
- Julio Cortázar – Pronásledovatel, přeložil Jan Machej (Brno, B4U 2013)
- Hernán Cortés – Dopisy, přeložili Oldřich Kašpar, Eva Mánková (Praha, Argo 2000)

## D
- Rubén Darío – Zpěvy života a naděje, přeložili Josef Forbelský a Ivan Slavík (Praha, SNKLU 1963)
- Miguel Delibes – Lovcův deník, přeložil Josef Forbelský (Praha, Odeon 1972)
- Miguel Delibes – Můj miláček Sisí, přeložila Olga Rychlíková (Praha, Odeon 1978)
- Miguel Delibes – Pět hodin s Mariem. Podobenství o trosečníkovi. Blahoslaveni chudí duchem, přeložila Blanka Stárková a Jana Novotná (Praha, Odeon 1986)
- Miguel Delibes – Spor o hlas pana Caya, přeložila Jana Novotná (Praha, Vyšehrad 1973)
- Francisco Delicado – Portrét pěkné Andalusanky, přeložil Jiří Holub (Praha, Rubato 2020)
- Bernal Díaz del Castillo – Pravdivá historie dobývání Mexika, přeložil Luděk Kult (Praha, Odeon 1980)
- José Donoso – Korunovace, přeložil Vladimír Medek (Praha, Odeon 1966)
- José Donoso – Obscénní pták noci, přeložil Michal Špína (Praha, Malvern 2019)
- María Dueñas – Čas mezi šitím, přeložila Simoneta Dembická (Brno, 2014)
- María Dueñas – Mise zapomnění, přeložila Simoneta Dembická (Brno, 2015)

## E
- José de Espronceda – Výbor, přeložil Vladimír Mikeš (Praha, Mladá fronta 1961)
- Laura Esquivel – Koření vášně, přeložila Alena Jurionová (Praha, Baronet 1995)
- Lucía Etxebarria – Láska, zvědavost, prozac a pochybnosti, přeložila Hana Kloubová (Garamond 2007)
- Lucía Etxebarria – Beatriz a nebeská těl(es)a, přeložila Hana Kloubová (Garamond 2011)

## F
- Ildefonso Falcones – Bosá královna, přeložila Jana Novotná (Praha, Argo, 2013)
- Ildefonso Falcones – Katedrála moře, přeložila Lada Hazaiová (Praha, Argo 2008, 2011)
- Ildefonso Falcones – Ruka Fátimy, přeložila Jana Novotná (Praha, Argo 2010)
- Samuel Feijóo – Kubánské lidové pohádky, přeložil Oldřich Kašpar (Praha, Odeon 1979)
- Nersys Felipe – U nás na Kubě, přeložila Libuše Prokopová (Praha, Albatros 1981)
- Juan Filloy – Op Oloop, přeložil Vít Kazmar (Praha, Rubato 2020)
- Carlos Fuentes – Diana aneb osamělá lovkyně, přeložila Martina Hulešová (Praha, Rybka 2001)
- Carlos Fuentes – Pohřbené zrcadlo, přeložila Anna Tkáčová (Praha, Mladá fronta 2003)
- Carlos Fuentes – Nejprůzračnější kraj, přeložil Eduard Hodoušek (Praha, Odeon 1966)
- Carlos Fuentes – Orlí křeslo, přeložila Jana Zamorová (Praha, Brána 2009)
- Carlos Fuentes – Smrt Artemia Cruze, přeložila Hana Posseltová (Praha, Mladá fronta 1966)
- Carlos Fuentes – Starý Gringo, přeložil Vladimír Medek (Praha, Garamond 2005)

## G
- Rómulo Gallegos – Doña Bárbara, přeložil Zdeněk Velíšek (Praha, Práce 1956)
- Antonio Gamoneda – Tohle světlo, přeložil Petr Zavadil (Praha, Agite/Fra 2010)
- Ángel Ganivet – Španělské ideárium, přeložila Anna Tkáčová, (Chomutov, L. Marek 2007)
- Federico García Lorca – A v Córdobě umírat..., přeložil Ilja Bart (Praha, Ústřední dělnické knihkupectví a nakladatelství 1937)
- Federico García Lorca – Balada na rynečku, přeložil František Nechvátal (Prostějov 1937)
- Federico García Lorca – Básník v Novém Yorku, přeložili František Nechvátal a Jaroslav Kuchválek (Praha, Svoboda 1949)
- Federico García Lorca – Dramata (Čarokrásná ševcová. Krvavá svatba. Mariana Pinedová. Pláňka), přeložil Lumír Čivrný (Praha, SNKLHU 1958)
- Federico García Lorca – Dramata a próza (Dům Doni Bernardy. Neprovdaná paní Rosita neboli Mluva květů. V zahradě jsou s láskou svou Don Perlimplín s Belisou), přeložil Lumír Čivrný (Praha, SNKLU 1962)
- Federico García Lorca – Hry a hříčky (Dům Bernardy Alby. Fantastická ševcová. Krvavá svatba. Láska dona Perlimplína a vášnivost Belisina. Neprovdaná doña Rosita aneb Květomluva. Pimprlata. Yerma), přeložili Antonín Přidal a Miloslav Uličný (Praha, Odeon 1986)
- Federico García Lorca – Uzavřený ráj (výbor z díla), přeložil Miloslav Uličný (Praha, Odeon 1983)
- Federico García Lorca – Dům Bernardy Alby, přeložila Ivana Vadlejchová (Praha, Dilia 1978)
- Federico García Lorca – Dům doni Bernardy, přeložil Miroslav Haller (premiéra 1945)
- Federico García Lorca – Krev noci, přeložil Miloslav Uličný (Praha, Mladá fronta 1991)
- Federico García Lorca – Krvavá svatba, přeložil Miloslav Uličný (Praha, Dilia 2000)
- Federico García Lorca – Krvavá svatba, přeložil Vladimír Mikeš (Praha, Československý rozhlas 1990)
- Federico García Lorca – Mariana Pinedová, přeložil Jan Skácel (premiéra Brno, Divadlo bratří Mrštíků; Praha, Dilia 1974)
- Federico García Lorca – Písně na andaluskou notu, přeložil Lumír Čivrný (Praha, Mladá fronta 1961)
- Federico García Lorca – Publikum, přeložil Jiří Kasl (Praha, Dilia 1988)
- Federico García Lorca – Svobodná paní Rosita aneb Květomluva, přeložila Ivana Vadlejchová (Praha, Dilia 1979; premiéra Plzeň, Divadlo J. K. Tyla 1979)
- Federico García Lorca – Cikánské romance, přeložil František Nechvátal (Praha, Praha, Svoboda 1946; Brno-Žabovřesky), přeložil Lumír Čivrný (Praha, SNKLHU 1956; Praha, SNKLU 1962)
- Federico García Lorca – Yerma, přeložila Ivana Vadlejchová (Praha, Dilia 1973; premiéra Praha, Divadlo S. K. Neumanna 1973; premiéra Brno, Státní divadlo 1973)
- Federico García Lorca – Lyrika, přeložil Lumír Čivrný (Praha, SNKLHU 1959)
- Federico García Lorca – Zelený vítr, přeložil Lumír Čivrný (Praha, Československý spisovatel 1969)
- Gabriel García Márquez – Dvanáct povídek o poutnících, přeložil Vladimír Medek (Praha, Hynek 1996)
- Gabriel García Márquez – Dobrodružství Miguela Littína v Chile, přeložil Vladimír Medek (Praha, Euromedia Group 2006)
- Gabriel García Márquez – Generál ve svém labyrintu, přeložil Zdeněk Kalkus (Praha, Odeon 2004)
- Gabriel García Márquez – Kronika ohlášené smrti, přeložil Eduard Hodoušek (Praha, Odeon 1984, Praha, Hynek 1997)
- Gabriel García Márquez – Láska za časů cholery, přeložila Blanka Stárková (Praha, Odeon 1988)
- Gabriel García Márquez – Na paměť mým smutným courám, přeložila Blanka Stárková (Praha, Odeon 2005)
- Gabriel García Márquez – O lásce a jiných běsech, přeložil Vladimír Medek (Praha, Hynek 1997)
- Gabriel García Márquez – Podzim patriarchy, přeložil Josef Forbelský (Praha, Odeon 1979)
- Gabriel García Márquez – Sto roků samoty, přeložil Vladimír Medek (Praha, Odeon 1971, 1980, 1986; Hynek 1998)
- Gabriel García Márquez – Všechna špína světa, přeložil Vladimír Medek (Praha, Odeon 2006)
- Gabriel García Márquez – Zpověď trosečníka, přeložila Blanka Stárková (Praha, Odeon 2004)
- Gabriel García Márquez – Žít, abych mohl vyprávět, přeložil Vladimír Medek (Praha, Odeon 2003)
- Gabriel García Márquez – Zpráva o jednom únosu, přeložil Vladimír Medek (Praha, Hynek 1999)
- Mempo Giardinelli – Žhavý měsíc, přeložil Jan Mattuš (Brno, Julius Zirkus 2002)
- Mempo Giardinelli – Sedmý nebe, přeložil Jan Mattuš (Brno, Julius Zirkus 2010)
- Alicia Giménez Bartlett – Poslové temnoty: případy inspektorky Delicado. Brno: MOBA, 2010. 222 S. (špan. 'Mensajeros de la oscuridad'; překlad: Jana Novotná-Komárková)
- Alicia Giménez Bartlett – Mrtvý z papíru: případy inspektorky Delicado. Brno: MOBA, 2010. 271 S. (špan. 'Muertos de papel'; překlad: Jana Novotná-Komárková)
- Alicia Giménez Bartlett – Dny pod psa: případy inspektorky Delicado. Brno: MOBA, 2009. 263 S. (špan. 'Día de perros'; překlad: Jana Novotná-Komárková)
- Alicia Giménez Bartlett – Nebezpečné rituály: případy inspektorky Delicado. Brno: MOBA, 2008. 240 S. (špan. 'Ritos de muerte'; Překlad: Jana Novotná)
- Gertrudis Gómez de Avellaneda – Dopisy sevillskému příteli, přeložila Libuše Prokopová (Praha, Odeon 1978)
- Ramón Gómez de la Serna – Co vykřikují věci, přeložil Josef Forbelský (Praha, Odeon, 1969 1985)
- Luis de Góngora – Plody Tantalovy, přeložil Miloslav Uličný (Praha, Mladá fronta 1994)
- Luis de Góngora – Samoty, přeložili Josef Hiršal a Josef Forbelský (Praha, Odeon 1970)
- Luis de Góngora – Z pěny zrozená, přeložil Zdeněk Šmíd (Praha, Toužimský a Moravec 1946)
- Luis de Góngora – Báje o Ákidu i Galateii, přeložil Vladimír Holan (Praha, František Borový 1939)
- Juan Goytisolo – Nijarské úhory, přeložil Josef Forbelský (Praha, SNLKHU 1962)
- Juan Goytisolo – Cirkus, přeložila Libuše Prokopová (Praha, SNKLHU 1959)
- Juan Goytisolo – Svátky, přeložil Václav Cibula (Praha, SNKLU 1962)
- Juan Goytisolo – Spodina, přeložil Vladimír Landovský (Praha, SNKLU 1963)
- Juan Goytisolo – Za Gaudím v Kappadokii a jiné eseje, přeložil Jiří Kasl (Brno, Luboš Marek 2005)
- Baltasar Gracián – Kritikon, přeložil Josef Forbelský (Praha, Odeon 1984)
- Baltasar Gracián – Příruční orákulum a umění moudrosti, Josef Forbelský (Praha, Odeon 1990; Olomouc, Votobia 1998; Bratislava, Nestor 2000)
- Alberto Granados – Strážci dnů, přeložila Anna Tkáčová (Praha, Práh 2012)
- Wendy Guerra – Všichni odcházejí, přeložila Denisa Kantnerová (Euromedia-Odeon, 2008)
- Ernesto Che Guevara – Bolivijský deník, přeložil Jaromír Nigrin (Praha, Naše vojsko 1979)
- Ernesto Che Guevara – Partyzánská válka, přeložili Zdeněk Velíšek a Josef Forbelský (Praha, Naše Vojsko 1961)
- Ernesto Che Guevara – Motocyklové deníky, přeložil Jan Richter (Praha, Labyrint a Triton 2006)
- Nicolás Guillén – Antilské elegie, přeložil Lumír Čivrný (Praha, SNKLHU 1957)
- Nicolás Guillén – Antilské rytmy, přeložili Miroslav Florian a Anna Mištinová (Praha, Československý spisovatel 1980)
- Nicolás Guillén – Písně a elegie, přeložil Lumír Čivrný (Praha, Mladá fronta 1958)
- Pedro Juan Gutiérrez – Král Havany, přeložila Annamarie Wachtlová (Garamond 2009)

## H
- Miguel Hernández – Vítr v olivách, přeložil Vladimír Mikeš (Praha, Odeon 1975)

## Ch
- Daína Chaviano – Ostrov nekonečných lásek, přeložila Eva Kadlečková (Praha, Ikar 2008)
- Daína Chaviano – Havana blues, přeložila Alena Jurionová (Praha, MF 2001)

## I
- Ignác z Loyoly – Duchovní cvičení, přeložil Robert Kunert (Velehrad 2002, 2005)
- Ignác z Loyoly – Duchovní deník (Velehrad 2003)
- Ignác z Loyoly – Poutník: Vlastní životopis Sv. Ignáce z Loyoly (Velehrad 2002)
- Ignác z Loyoly – Duchovní cvičení, přeložil Jaroslav Štěpán Ovečka (Svatý Hostýn, Hlasy Svatohostýnské 1921–3; Praha, Vyšehrad, 1941–1942)
- Ignác z Loyoly – Výbor z listů a instrukcí, přeložil Jaroslav Štěpán Ovečka (Praha, Vyšehrad 1940)
- Ignác z Loyoly – Paměti, přeložil Jaroslav Štěpán Ovečka (Praha, Ladislav Kuncíř 1929)
- Juana Inés de la Cruz – Naděje do zlata tkaná, přeložili Ivan Slavík a Josef Forbelský (Praha, Vyšehrad 1989)
- Ibáñez, Vicente Blasco – Chalupa, Nakladatelské družstvo Máje, Praha 1903, přeložil A. Pikhart,
- Ibáñez, Vicente Blasco – Marná chlouba, Nakladatelské družstvo Máje, Praha 1907, přeložil A. Pikhart,
- Ibáñez, Vicente Blasco – Nahota, Nakladatelské družstvo Máje, Praha 1910, přeložil A. Pikhart,
- Ibáñez, Vicente Blasco – Krev a písek, Karel Beníško, Plzeň 1920, přeložila Marie Votrubová-Haunerová,
- Ibáñez, Vicente Blasco – Mare Nostrum, Miloslav Nebeský, Praha 1923, přeložil Karel Vít-Veith, znovu 1925 a 1928.
- Ibáñez, Vicente Blasco – Kathedrála, Melantrich, Praha 1923, přeložil Karel Vít-Veith,
- Ibáñez, Vicente Blasco – Květ černé řeky, Miloslav Nebeský, Praha 1924, přeložil Karel Vít-Veith,
- Ibáñez, Vicente Blasco – Čtyři příšerní jezdci z Apokalypsy, Miloslav Nebeský, Praha 1924, přeložil Karel Vít-Veith, znovu 1927 a 1932.
- Ibáñez, Vicente Blasco – Kurtisána Sonnica, Miloslav Nebeský, Praha 1925, přeložil Karel Vít-Veith,
- Ibáñez, Vicente Blasco – Král Alfons XIII demaskován, Miloslav Nebeský, Praha 1925, přeložil Karel Vít-Veith,
- Ibáñez, Vicente Blasco – Nepřátelé žen, Miloslav Nebeský, Praha 1926, přeložil Karel Vít-Veith, znovu 1928,
- Ibáñez, Vicente Blasco – Královna Calafia, Miloslav Nebeský, Praha 1926, přeložil Karel Vít-Veith,
- Ibáñez, Vicente Blasco – Vinné sklepy, Miloslav Nebeský, Praha 1927, přeložil Karel Vít-Veith,
- Ibáñez, Vicente Blasco – Ráj žen, Miloslav Nebeský, Praha 1927, přeložil Karel Vít-Veith,
- Ibáñez, Vicente Blasco – Námořský papež, Josef Richard Vilímek, Praha 1927, přeložil Karel Vít-Veith,
- Ibáñez, Vicente Blasco – Mrtvý poroučejí, A. Svěcný, Praha 1927, přeložil Karel Štěpánek,
- Ibáñez, Vicente Blasco – Květ májový, A. Svěcný, Praha 1927, přeložil Karel Štěpánek,
- Ibáñez, Vicente Blasco – V zemi umění – tři měsíce v Itálii, Šolc a Šimáček, Praha 1928, přeložil Karel Vít-Veith,
- Ibáñez, Vicente Blasco – U nohou Venušiných, Josef Richard Vilímek, Praha 1928,
- Ibáñez, Vicente Blasco – Romanopiscova cesta kolem světa, Šolc a Šimáček, Praha 1928, přeložil Karel Vít-Veith, tři díly
- Ibáñez, Vicente Blasco – Argonauti, Miloslav Nebeský, Praha 1928, přeložil Karel Štěpánek,
- Ibáñez, Vicente Blasco – Krev a písek, Šolc a Šimáček, Praha 1931, přeložil Karel Vít-Veith,
- Ibáñez, Vicente Blasco – Vinné sklepy, SNKLHU, Praha 1956, přeložil Václav Cibula,
- Ibáñez, Vicente Blasco – Krev a písek, Odeon, Praha 1969, přeložil Vladimír Králíček
- Jorge Icaza – Chlapík z Quita, přeložila Věra Prokopová (Praha, SNKLU 1963)
- Jorge Icaza – Indiánská pole: Román z Ecuadoru, z originálu Huasipungo přeložili Jaroslav Kuchválek a Miroslav Paťava (Praha, Svoboda 1947)

## J
- Fayad Jamís – Za tuto svobodu (výbor z poesie), přeložila Jana Moravcová (Praha, Československý spisovatel 1978)
- Fayad Jamís – Kubánské lidové pohádky, přeložil Oldřich Kašpar (Praha, Odeon 1979)
- Jan od Kříže – Plamen lásky žhavý, přeložil Jaroslav Štěpán Ovečka (Olomouc, Dominikánská edice Krystal 1947)
- Jan od Kříže – Výstup na horu Karmel, přeložila Terezie Brichtová (Kostelní Vydří, Karmelitánské nakladatelství 1999)
- Jan od Kříže – Poezie, přeložil Gustav Francl (Kostelní Vydří, Karmelitánské nakladatelství, 1992)
- Jan od Kříže – Krátké spisy a korespondence, přeložil Eduard Hodoušek (Kostelní Vydří, Karmelitánské nakladatelství 1998)
- Juan Ramón Jiménez – Daleké zahrady, přeložil Miloslav Uličný (Praha, Odeon, 1981)
- Juan Ramón Jiménez – Stříbrák a já, přeložil František Nechvátal a Zdeněk Hampl (Praha, Státní nakladatelství dìtské knihy 1961, 1967)
- José Jiménez Lozano – Historie jednoho podzimu, přeložil Josef Forbelský (Praha, Vyšehrad, 1977)
- José Jiménez Lozano – Jan od Kříže, přeložila Jana Novotná (Praha, Vyšehrad, 1998)
- José Jiménez Lozano – Podobenství a nápovědi rabiho Izáka ben Jehudy /1325–1402/, přeložil Jiří Kasl (Brno, L.Marek, 2001)
- José Jiménez Lozano – Věno po mé matce, přeložila Jana Novotná (Praha, Vyšehrad, 2009)
- José Jiménez Lozano – Oči ikony, přeložila Anna Tkáčová (Brno, L.Marek, 2006)

## K
- Kryštof Kolumbus – Cesty Kryštofa Kolumba. Deníky, listy, dokumenty, přeložili Oldřich Bělič, Jiřina Běličová, Jiří Damborský (Praha, Orbis, 1958)

## L
- Carmen Laforet – Nic, přeložila Blanka Stárková (Praha, Odeon 1984)
- Norma Lazo – Věřící, přeložila Markéta Pilátová (Praha, One Woman Press 2001)
- José Lezama Lima – Noc na ostrově, přeložil Vladimír Medek (Praha, Odeon 1982)
- Liniers – Macanudo, přeložila Markéta Pilátová (Praha, Meander 2011)
- Leopoldo Lugones – Fantastické povídky, přeložila Martina Hulešová (Dauphin, Praha 1999)

## M
- Antonio Machado – Kastilské pláně, přeložil Jan Vladislav (Praha, SNKLU, 1962, Praha, BB/art, 2006)
- Antonio Machado – Země Alvargonzálezova, přeložil František Nechvátal (Praha, J. Kohoutek, 1937)
- Ernesto Mallo – Jehla v kupce sena, přeložila Simoneta Dembická (Praha, Host 2013)
- Jorge Manrique – Naše životy jsou řeky / Sloky na smrt otcovu, přeložil Miloslav Uličný (Kostelní Vydří, Karmelitánské nakladatelství, 1996)
- Juan Manuel – Hrabě Lucanor, přeložil Luděk Kult (Praha, SNKLHU 1961)
- Alberto Marini – Zatímco spíš, přeložil Ondřej Nekola (Praha, Argo 2012)
- Javier Marías – Srdce tak bílé, přeložila Blanka Stárková (Praha, BB/art, 2004)
- Javier Marías – Černá záda času, přeložila Blanka Stárková (Praha, BB/art, 2009)
- Javier Marías – Vzpomínej na mě zítra při bitvě, přeložila Marie Jungmannová (Praha, Argo, 1999)
- Javier Marías – Všechny duše, přeložila Blanka Stárková (Praha, BB/art, 2009)
- Javier Marías – Divoši a citlivky, přeložila Anežka Charvátová (Praha, BB/art, 2003)
- Juan Marsé – Dívka se zlatými kalhotkami, přeložila Marie Jungmannová (Praha, Euromedia-Odeon, 2010)
- Juan Marsé – Poslední odpoledne s Terezou, přeložila Alena Poková (Praha, Svoboda, 1982)
- Juan Marsé – Ještěrčí ocásky, přeložila Marie Jungmannová (Praha, Odeon, 2007)
- José Martí – Moje Amerika, přeložili Jan Schejbal (prózy) a Vlastimil Maršíček (básně) (Praha, Odeon, 1985)
- José Martí – Padají z nebe květy,  přeložil Vlastimil Maršíček (Praha, SNKLHU, 1958)
- José Martí – Prosté verše, přeložil Vlastimil Maršíček (Praha, Československý spisovatel, 1953)
- José Martí – Raněný orel, přeložil Vlastimil Maršíček (Praha, Mladá fronta, 1970)
- Luis Martín-Santos – Doba ticha, přeložil Josef Forbelský (Praha, Odeon, 1966)
- Ana María Matute – Kramáři, přeložila Alena Ondrušková (Praha, Odeon, 1973)
- Tomás Eloy Martínez – Evita, přeložila Anežka Charvátová (Allpres-Knižní klub 1997)
- Eduardo Mendoza – Podivuhodná cesta Pomponia Flata, přeložila Jana Novotná (Praha, Garamond, 2010)
- Tirso de Molina – Don Gil, přeložil K. M. Walló (Praha, Dilia, 1954)
- Tirso de Molina – Sevillský svůdce a kamenný host, přeložil Vladimír Mikeš (Praha, Odeon, 1984)
- Tirso de Molina – Sokyně, přeložil K. M. Walló (Praha, Dilia, 1954)
- Carlos Monsiváis – Obřady chaosu, přeložila Markéta Riebová (Praha, Mladá fronta, 2007)
- Mayra Montero – Poslední noc s tebou, přeložila Adéla Bílá (Praha, MF 2001)
- Mayra Montero – Jako tvůj posel, přeložil Petr Zavadil (Praha, MF 2003)
- Quim Monzó – Průšvih na druhou, Jan Schejbal (Praha, Faun, 2006)
- Antonio Muñoz Molina – Za úplňku, přeložil Vladimír Medek (Garamond 2008)

## N
- Pablo Neruda – Ať procitne dřevorubec, přeložil Jan Pilař (Praha, Československý spisovatel, 1950) a Adolf Kroupa, Vítězslav Nezval a Jan Pilař (Praha, Československý spisovatel, 1973)
- Pablo Neruda – Básně, přeložil Zdeněk Hampl (Praha, Československý spisovatel, 1952)
- Pablo Neruda – Dvacet básní o lásce a jedna píseň ze zoufalství, přeložil Lumír Čivrný (Praha, SNKLU 1964)
- Pablo Neruda – Ještě, přeložil Petr Kovařík, jazyková spolupráce M.Padilla (Praha, Supraphon, 1974)
- Pablo Neruda – Juliu Fučíkovi. Pražský rozhovor, přeložili Vítězslav Nezval a Zdeněk Hampl (Praha, Československý spisovatel, 1953)
- Pablo Neruda – Kapitánovy verše, přeložil Josef Hajný (Praha, Práce, 1979)
- Pablo Neruda – Semena bouře, přeložil Jan Pilař (Praha, Mladá fronta, 1961)
- Pablo Neruda – Sídlo na zemi, přeložil Miloslav Uličný (Praha, Odeon, 1976)
- Pablo Neruda – Španělsko v srdci, přeložili František Nechvátal a Jaroslav Kuchválek (Praha, Svoboda, 1946)
- Pablo Neruda – Sto sonetů o lásce, přeložil Jan Pilař, jazyková spolupráce Zdenka Brančíková (Praha, Československý spisovatel, 1985)
- Pablo Neruda – Veliký zpěv, přeložil Jan Pilař, jazyková spolupráce Eduard Hodoušek (Praha, Československý spisovatel, 1978)
- Pablo Neruda – Vyznávám se, že jsem žil, přeložil Josef Hajný (Praha, Svoboda 1976)

## O
- Juan Carlos Onetti – Bezejmenný hrob a jiné příběhy, přeložili Vladimír Uhlíř a Hedvika Vydrová (Praha, Mladá fronta, 1987)
- José Ortega y Gasset – Evropa a idea národa, přeložil Josef Forbelský (Praha, Mladá fronta, 1993)
- José Ortega y Gasset – Úkol naší doby, přeložil Josef Forbelský (Praha, Mladá fronta, 1969)
- José Ortega y Gasset – Vzpoura davů, přeložili Václav Černý a Josef Forbelský (Praha, Naše vojsko, 1993)
- José Ortega y Gasset – Úvaha o technice, přeložil M. Špína (Praha, Oikúmené 2011)
- Blas de Otero – Režný vítr, přeložil Lumír Čivrný (Praha, SNKLHU, 1960)
- Lisandro Otero – Situace, přeložil Vladimír Hvížďala (Praha, Svobodné slovo 1966)

## P
- Nicanor Parra – Básně proti plešatění, přeložil Petr Zavadil (Praha, Mladá Fronta, 2002)
- Eduardo Pavlovsky – Maska, přeložila Martina Černá (Transteatral 2010)
- Eduardo Pavlovsky – Moc, přeložila Lenka Bočková (Transteatral 2010)
- Roberto Payró – Kariéra: Zábavná dobrodružství vnuka Juana Moreiry (Praha, SNKLU 1966)
- Octavio Paz – Luk a lyra, přeložil Vladimír Mikeš (Praha, Odeon, 1992)
- Octavio Paz – Na břehu světa, přeložil Lumír Čivrný (Praha, SNKLU, 1966)
- Octavio Paz – Pták vteřiny, přeložil Vladimír Mikeš (Praha, Československý spisovatel, 1991)
- Benito Pérez Galdós – Doña perfecta, přeložil Eduard Hodoušek (Praha, Mladá Fronta, 1959)
- Benito Pérez Galdós – Marianela, přeložila Hana Posseltová-Ledererová (Praha, Mladá Fronta, 1979)
- Arturo Pérez-Reverte – Dumasův klub, přeložila Anežka Charvátová (MF 2000)
- Arturo Pérez-Reverte – Hřbitov bezejmenných lodí, přeložil Vladimír Medek (Praha, 2000)
- Arturo Pérez-Reverte – Kůže na buben, přeložil Vladimír Medek (Praha, Euromedia Group, 2004)
- Rodolfo Pérez Valero – Není čas rituálů, přeložila Marcela Furstová (Praha, Naše vojsko 1979)
- Alberto Pez – Tajný život blech, přeložila Markéta Pilátová (Praha, Meander 2010)
- Virgilio Piñera – Studené povídky, přeložil Petr Zavadil (Brno, Julius Zirkus, 2005)
- Claudia Piñeirová – Tvá, přeložila Blanka Stárková (Plus, 2012)
- Píseň o Cidovi – přeložil Miloslav Uličný (Praha, Práce, 1994)
- Sergio Pitol – Umění fugy, přeložila Anna Tkáčová (Praha, Dauphin, 2010)
- Elena Poniatowska – Ztřeštěná sedma, přeložila Anna Tkáčová (Praha, OWP 2004)
- Elena Poniatowska – Drahý Diego, objímá Tě Quiela, přeložila Anna Tkáčová (Praha, Práh 2007)
- Ábel Posse – Evita: příběh vášně a utrpení Evy Perónové, přeložila Blanka Stárková (Praha, Lidové noviny, 1996)
- Ábel Posse – Psi z ráje, přeložila Blanka Stárková (Praha, Odeon, 1993)
- Ábel Posse – Che Guevarův pražský příběh, přeložila Blanka Stárková (Praha, Garamons 2012)
- Příběhy chrabrého rytíře Amadise Waleského, přeložil Luděk Kult (Praha, Odeon 1974)
- Manuel Puig – Polibek pavoučí ženy, přeložil Jan Hloušek (Praha, Práce, 1992)
- Manuel Puig – Nejhezčí tango (orig. Boquitas pintadas), přeložila Libuše Prokopová a Jan Schejbal (verše) (Praha, Odeon 1975)

## Q
- José Pérez Quevedo – Bitva u Jigüe, přeložil Jiří Elman (Praha, Československý spisovatel 1975)
- Francisco de Quevedo – Kruté sny, přeložil Vladimír Mikeš (Praha, Mladá Fronta 1963)
- Francisco de Quevedo – Život rošťáka, přeložil Eduard Hodoušek (Praha, SNKLHU, 1957; in: Tři španělské pikareskní romány, Praha, Odeon 1980)
- Horacio Quiroga – Návrat anakondy, výbor z povídek, vybral a přeložil Jiří Rausch (Praha, Odeon 1978)
- Horacio Quiroga – Pohádky z pralesa, přeložila Ada Veselá (Praha, SNDK 1960);dvojjazyčné vydání, přeložila Barbora Vázquezová (Brno, Computer Press 2009)

## R
- Alfonso Reyes – Triptych, přeložil Zdeněk Šmíd (Brno, Jan V. Pojer, 1937)
- Paúl Rivero – Důkazy spojení, přeložil Stanislav Škoda (Praha, FRA 2004)
- Augusto Roa Bastos – Já, nejvyšší, přeložil Josef Forbelský (Praha, Odeon, 1982, 1988)
- Augusto Roa Bastos – Syn člověka, přeložil Kamil Uhlíř (Praha, Naše vojsko, 1965)
- Fernando de Rojas – Celestina, přeložil Eduard Hodoušek (Praha, SNKLHU, 1956)
- Guillermo Rosales – Boarding Home, přeložil Petr Zavadil (Praha, FRA 2006)
- Juan Ruiz – Kniha pravé lásky, přeložil Antonín Přidal (Praha, Odeon, 1979)
- Juan Rulfo – Llano v plamenech. Pedro Páramo, přeložil Eduard Hodoušek a Václav Kajdoš (Praha, Odeon, 1983)

## S
- Ernesto Sábato – Kniha o hrdinech a hrobech, přeložil Vít Urban (Praha, Oden 1984)
- Ernesto Sábato – Tunel, přeložil Vít Urban (Brno, Host 1997)
- Ernesto Sábato – Spisovatel a jeho přízraky, přeložili Vít Urban a Anežka Charvátová (Praha, Mladá fronta 2002)
- Ernesto Sábato – Abaddón zhoubce, přeložila Anežka Charvátová (Brno, Host 2002)
- Juan José Saer – Pastorek, přeložil Jan Machej (Runa 2012)
- Eduardo Sacheri – Otázka, kterou má v očích, přeložil Vladimír Medek (Praha, Edit 2012)
- Andrés Sánchez Robayna – V těle světa, přeložil Petr Zavadil (Fra, 2007)
- Pablo de Santis – Smrtící překlad, přeložila Lada Hazaiová (Praha, Mladá fronta 2002)
- Samanta Schweblin – Ptáci v ústech, přeložila Dita Aquilera Grubnerová (Praha, Fra 2013)
- Manuel Scorza – Vzpoura v Rancasu, přeložil Vít Urban (Praha, Svoboda 1977)
- Luis Sepúlveda – Deník sentimentálního zabijáka, přeložila Zuzana Talířová (Praha, Rybka 2002)
- Luis Sepúlveda – Stařec, který četl milostné romány, přeložila Anežka Charvátová (Praha, Rybka 2000)
- Luis Sepúlveda – Sbohem, pampo, přeložila Anežka Charvátová (Brno, Julius Zirkus 2003)
- Luis Sepúlveda – Patagonský expres, přeložil Jan Mattuš (Brno, Julius Zirkus 2004)
- Luis Sepúlveda – O rackovi a kočce, která ho naučila létat, přeložila Tereza Hofbauerová (Praha, Rybka 2006)
- Luis Sepúlveda – Stín někdejšího času, přeložila Jana Novotná (Garamond 2010)
- Lorenzo Silva: Bolševikova slabina, přeložila Eva Blinková Pelánová (Garamond 2009)
- José Soler Puig – Bertillón 166, přeložil Vladimír Hvížďala (Praha, Svobodné slovo 1964)
- Osvaldo Soriano – Centrforvard, přeložili Jan Mattuš a Anežka Charvátová (Modřice, Julius Zirkus 2007)
- Osvaldo Soriano – Knokaut, přeložil Jan Hloušek (Praha, Naše vojsko 1986)
- Rafael Spregelburd – Heptalogie Hieronyma Bosche, přeložila Martina Černá (Transteatral 2009)
- Stín ráje, tisíc let španělské poezie, vybral a přeložil Miloslav Uličný

## Š
- Španělsko tobě, výbor ze španělské poezie 50. let, vybral a přeložil Lumír Čivrný (Praha, Mladá fronta 1960)

## T
- Ricardo Talesnik – Lenora, přeložila Anna Housková (Praha, Dilia, 1972)
- Hector Tizón – Krásy světa, přeložil Jan Mattuš (Brno, Julius Zirkus, 2006)
- Gonzalo Torente Ballester – Větrná růžice, přeložila Jana Novotná (Praha, Prostor, 2001)
- José Triana – Noc vrahů, přeložila Ivana Valdejchová (Dilia 1970), Liliana Grubački (Dilia 1975)
- Pablo Tusset – Nejlepší loupákův zážitek, přeložil Ondřej Nekola (Garamond 2007)
- Ty uvězněný strome – španělská poezie XX. století, přeložil Lumír Čivrný (Praha : Československý spisovatel, 1964)

## U
- Miguel de Unamuno – Ábel Sánchez, přeložila Jana Zuluetová-Cahová (Praha, Vyšehrad, 1988)
- Miguel de Unamuno – Bratr Juan, přeložil Vladimír Hvížďala (Praha, Dilia, 1967)
- Miguel de Unamuno – Celý muž, přeložil Zdeněk Šmíd (Praha, Garamond, 2007)
- Miguel de Unamuno – Mlha, přeložila Alena Ondrušková (Praha, Odeon, 1971)
- Miguel de Unamuno – Tragický pocit života v lidech a v národech, přeložil Jaroslav Zaorálek (Praha, Rudolf Škeřík, 1927)
- Arturo Uslar Pietri – Řemeslo nebožtíků, přeložil Vít Urban (Praha, Svoboda, 1981)
- Arturo Uslar Pietri – Zbrocená kopí, přeložil Václav Čep (Praha, SNKLU, 1963)

## V
- Zoé Valdés – Každý den nic, přeložila Blanka Stárková (Praha, Mladá fronta 2001)
- José Ángel Valente – V kořenech světla ryby, přeložil Petr Zavadil (Praha, Fra, 2004)
- Ramón María del Valle-Inclán – Tyran Banderas, přeložili Oldřich Bělič a Jiřina Běličová (Praha, SNKLHU, 1956, Praha, Odeon, 1985)
- Ramón María del Valle-Inclán – Zázračná slova, přeložila Ivana Vadlejchová (Praha, Dilia, 1976)
- Ramón María del Valle-Inclán – Barbarská elegie, přeložil Josef Forbelský (Praha, Odeon, 1975)
- César Vallejo – Černí poslové, přeložil Vladimír Mikeš (Praha, Odeon, 1973)
- Blanca Varela – Křídla na konci všeho, přeložil Petr Zavadil (Fra 2007)
- Mario Vargas Llosa – Město a psi, přeložil Miloš Veselý (Praha, Odeon 1966; Mladá fronta, 2004)
- Mario Vargas Llosa – Kozlova slavnost, Petr Zavadil (Praha, Mladá fronta, 2006)
- Mario Vargas Llosa – Keltův sen, přeložila Jana Novotná (Praha, Garamond, 2011)
- Mario Vargas Llosa – Vypravěč, přeložila Anežka Charvátová (Praha, Mladá fronta, 2003, 2006)
- Mario Vargas Llosa – Pantaleón a jeho ženská rota, přeložil Vladimír Medek (Praha, ERM, 1994, Praha Euromedia-Odeon, 2011)
- Mario Vargas Llosa – Ráj je až za rohem, přeložili Jan Hloušek a Jiří Holub (Praha, Mladá fronta 2007)
- Mario Vargas Llosa – Tetička Julie a zneuznaný génius, přeložila Libuše Prokopová (Praha, Odeon, 1984; Mladá fronta 2004)
- Mario Vargas Llosa – Válka na konci světa, přeložil Vladimír Medek (Praha, Odeon, 1989)
- Mario Vargas Llosa – Zelený dům, přeložil Vladimír Medek (Praha, Odeon, 1981; Mladá fronta 2005)
- Mario Vargas Llosa – Zlobivá holka, přeložil Vladimír Medek (Praha, Garamond 2007)
- Lope de Vega – Dorotea, přeložili Josef Forbelský a Josef Hiršal (Praha, Odeon 1985)
- Lope de Vega – Svůdná Fenisa, Lumír Čivrný (Praha, Orbis 1964)
- Lope de Vega – Zahradníkův pes, přeložil Emanuel Frynta (Praha, SNKLU, 1962; Praha, Dilia 1977)
- Lope de Vega – Zázračný kavalír, přeložil Vladimír Hvíždala (Praha, Dilia, 1959)
- Lope de Vega – Až k smrti milovat, přeložil K. M. Walló (Praha, České divadelní a literární jednatelství, 1957)
- Lope de Vega – Fuente Ovejuna, přeložil K. M. Walló (Praha, České divadelní a literární jednatelství, 1954), jako Ovčí pramen přeložili Jaroslav Pokorný a Otokar Fischer (Praha, Osvěta 1952; Praha, Dilia 1960)
- Lope de Vega – Proč unikáš mi, přeložil Vladimír Mikeš (Praha, Mladá fronta 1977)
- Lope de Vega – Učitel tance, přeložil K. M. Walló (Praha, České divadelní a literární jednatelství, 1957)
- Lope de Vega – Umřít pro lásku, přeložila Ivana Vadlejchová a Jan Kopecký (přebásnil)
- Lope de Vega – Vdova z Valencie, přeložil K. M. Walló (Praha, České divadelní a literární jednatelství, 1957)
- Lope de Vega – Vzbouření v blázinci, přeložil František Vrba (Praha, Dilia 1966)
- Carlos Victoria – Stíny na pláži, přeložil Petr Zavadil (Fra 2011)
- Enrique Vila-Matas – Bartleby a spol., přeložila Lada Hazajová (Praha, Garamond, 2006)
- Cirilo Villaverde – Cecilia Valdésová aneb Andělský pahorek, přeložil Josef Hajný (Praha, Práce, 1983)

## W
- Rodolfo Walsh – Operace masakr, přeložil Jiří Kunc (Praha, Naše Vojsko 1976)

## Z
- Carlos Ruiz Zafón – Andělská hra, přeložila Athena Alchazidu (Praha, Knižní klub 2010)
- Carlos Ruiz Zafón – Marina, přeložila Athena Alchazidu (Praha, CooBoo 2012)
- Carlos Ruiz Zafón – Stín větru, přeložila Athena Alchazidu (Praha, Dokořán, 2006)
- Jorge Zalamea – Velký Burundun Burunda zemřel, přeložil Lumír Čivrný (Praha SNKLU, 1963)
- Zápisky z mrtvého ostrova/Kubánská skupina Diaspóra(s), přeložil Petr Zavadil (Fra 2007)
- Jorge Zúñiga Pavlov – La Casa Blů : historias del bajomundo latinoamericano : historky z jihoamerického podsvětí (dvojjazyčné vydání), přeložila Dita Grubnerová (Praha, Garamond 2006)
- Jorge Zúñiga Pavlov – Stěhování a jiné po(c)hyby, přeložila Anežka Charvátová (MF 2005)
- Z tvé číše, Ameriko, výbor z latinskoamerické poezie, vybral a přeložil Lumír Čivrný (Praha, Československý spisovatel 1962)